# Michelle Larcher de Brito
Michelle Larcher de Brito (født 29. januar 1993 i Lissabon, Portugal) er en kvindelig professionel tennisspiller fra Portugal. 
Michelle Larcher de Brito højeste rangering på WTA single rangliste var som nummer 76, hvilket hun opnåede 6. juli 2009. I double er den bedste placering nummer 535, hvilket blev opnået 28. februar 2009. 